# Saint-Valery-sur-Somme
Saint-Valery-sur-Somme település Franciaországban, Somme megyében. Lakosainak száma 2350 fő (2022. január 1.). Saint-Valery-sur-Somme Le Crotoy, Boismont, Estrébœuf, Noyelles-sur-Mer és Pendé községekkel határos.

## Népesség
A település népessége az elmúlt években az alábbi módon változott:
| Lakosok száma | 2613 | 2612 | 2510 | 2491 | 2469 | 2435 | 2394 | 2350 |
|               | 2015 | 2016 | 2017 | 2018 | 2019 | 2020 | 2021 | 2022 |